# Isoetes tegetiformans
Isoetes tegetiformans là một loài dương xỉ trong họ Isoetaceae. Loài này được Rury mô tả khoa học đầu tiên năm 1978.

## Hình ảnh

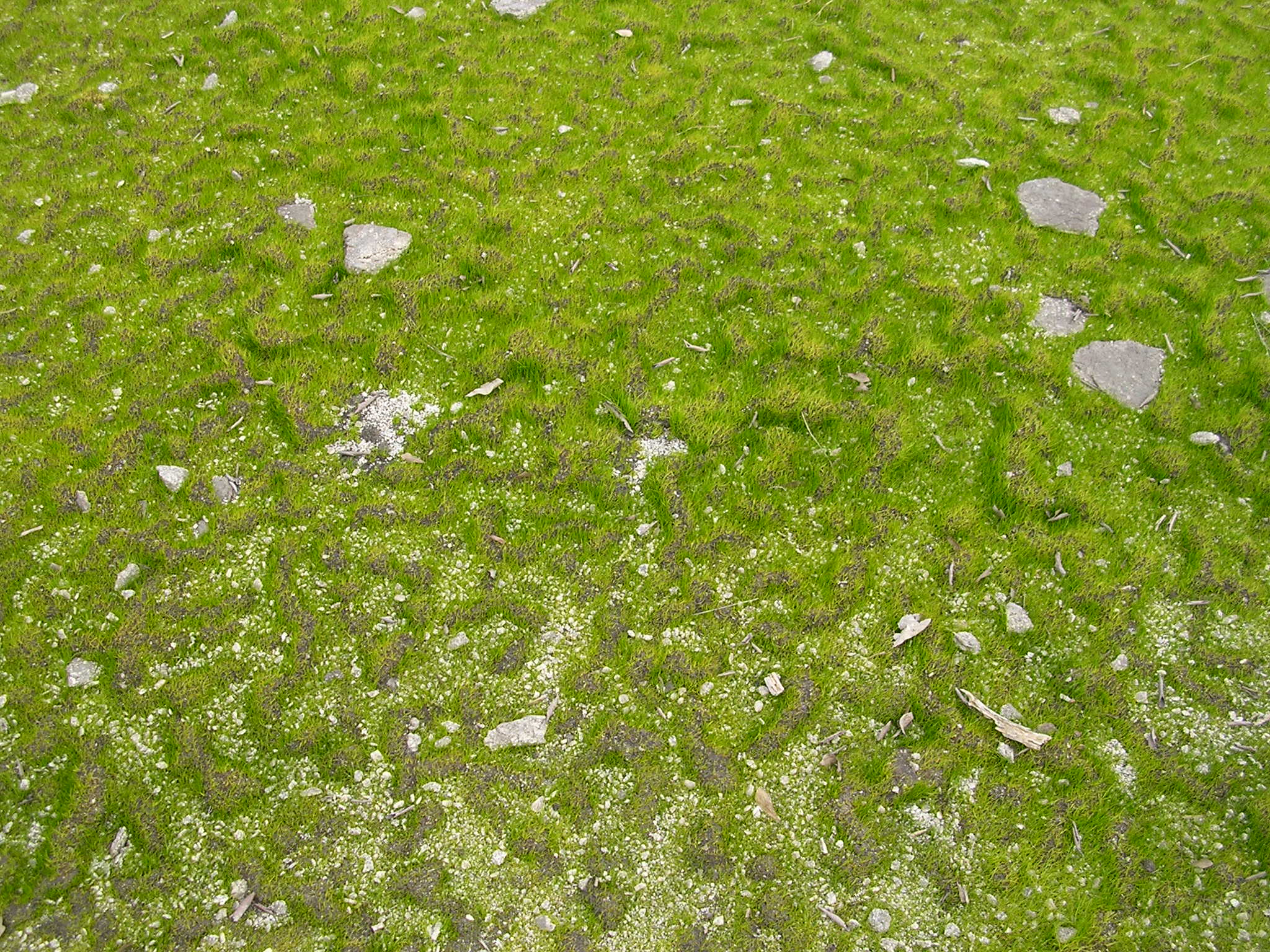